# Riley 12/4
Der Riley 12/4 war ein Pkw des britischen Fahrzeugherstellers Riley.

## Beschreibung
Es war ein Mittelklassefahrzeug, das Riley 1934 herausbrachte.
Die Limousinen hatten einen 4-Zylinder-OHV-Reihenmotor mit 1496 cm³, der 51 bhp (38 kW) entwickelte. Dies war genauso viel wie bei den größeren Riley 15/6. Später stieg die Leistung sogar auf 55 bhp (40 kW). Es gab die zwei Modelle Kestrel und Falcon.
Bereits nach einem Jahr wurde das Modell wieder eingestellt. Der Nachfolger hieß Riley 1 1/2.
1936 gab es noch einen Roadster mit gleichem Motor, den Riley Sprite.